# تری‌متیل ارتوفرمات
تری‌متیل ارتوفرمات (به انگلیسی: Trimethyl orthoformate) یک ترکیب شیمیایی با شناسه پاب‌کم ۹۰۰۵ است. شکل ظاهری این ترکیب، مایع بی‌رنگ است.